# Jackie Fairweather
Pour les articles homonymes, voir Fairweather.
Jackie Fairweather, née  Jacquilyn Louise Gallagher le 10 novembre 1967 et morte le 1er novembre 2014, est une triathlète et duathlète professionnelle australienne, championne du monde de triathlon en 1996 et de duathlon en 1996 et 1999. Elle pratiquait également la  course à pied sur longue distance et entraînait à l'institut australien des sports de haut niveau.

## Biographie

### Jeunesse
Jacquilyn Louise Gallagher est née le 10 novembre 1967 à Perth. Ses parents sont Delys et Martin, elle avait deux jeunes frères Matthew et Joshua. En 1979, tout en vivant à Sydney elle pratique l'athlétisme. Elle déménage à Brisbane au milieu des années 1980 et en 1989, elle obtient un baccalauréat et fait des études sur la physiologie à l'Université de Queensland. En 1991, elle obtient  une maîtrise en sciences physiologique de l'exercice et de réadaptation cardiaque à l'Université Eastern Illinois.  En 2004, elle épouse Simon Fairweather, médaillé d'or australien de tir à l'arc lors des Jeux olympiques d'été de 2000.

### Carrière en triathlon
Jackie Fairweather commence la compétition de triathlon en 1992 et gagne les séries nationales d'Australie dès sa  première saison. Elle  passe huit ans en tant que triathlète professionnelle. En 1996, elle devient championne du monde de triathlon, établissant un record du championnat en 1 h50 s 52 à Cleveland aux États-Unis. Elle remporte également cette année-là, le championnat du monde de duathlon pour devenir la seule féminine à avoir remporté les titres mondiaux dans la même année. Elle remporte de nouveau le championnat du monde de duathlon  en 1999, mais manque le renouvellement de son doublé en se classant 2e derrière Loretta Harrop dans le championnat du monde de triathlon. Elle est vice-championne du monde en triathlon en 1995 et 1997. Elle pratique également le marathon et gagne la médaille de bronze aux Jeux du Commenwealth en 2002, après une 11e place au marathon de Boston. Elle remporte en 2005 le marathon de Gold Coast en Australie.
En 2001, elle déménage à  Canberra pour  prendre le poste d'entraîneuse responsable du nouvellement créé programme de triathlon, de l'Institut australien des sports de hauts niveaux. De 2005 à sa mort en 2014, elle occupe ses fonctions et fait partie de l'administration des instituts supérieurs du sport tel l'Australian Sports Commission et Australian Institute of Sport. Elle joue un rôle majeur dans l'administration du triathlon et des choix dans la sélection des élites nationale. Elle est membre de l'Union internationale de triathlon (ITU), du Comité des athlètes (1998-2002), du Comité des femmes de l'IUT (1997-1998) et membre du conseil de la Fédération australienne de triathlon (1998 - 2001).

### Suicide et hommage
Jackie  Fairweather se suicide le 1er novembre 2014, à l'âge de 46 ans. Sa mort soulève une grande émotion et de nombreux hommages d'anciens triathlètes lui sont rendus, au regard de l’ensemble de sa carrière. Sa rivale dans le triathlon dans les années 1990, l'Australienne Emma Carney déclare : « Jackie était un perfectionniste et je pense que peut-être, elle n'a jamais vraiment apprécié ou réalisé tout ce qu'elle a atteint. Ce n'est  pas seulement les victoires sur les courses qu'elle a gagné, ou les sports où elle excellait. Jackie a été un pionnière dans le coaching du triathlon australien et dans l'administration de ce sport ». Emma Snowsill  médaillée d'or lors  des Jeux olympiques d'été 2012 à Beijing, déclare : « vous avez partagé et donné vos connaissances et votre passion pour notre sport plus que quiconque, Jackie Fairweather. Vous êtes, non seulement un exemple par vos capacités athlétiques, mais aussi par  votre générosité pour aider de nombreux jeunes triathlètes, leur tracer un chemin, pour eux et pour l'avenir de ce sport est à nulle autre sans pareils ». Emma Snowsill était membre de la section triathlon de l'Institut du  sport australien entrainée par Jackie Fairwether. Son service funèbre et commémoratif a eu lieu à l’Aréna de l'Institut australien du sport, plus de 600 personnes ont assisté à ses funérailles, à l'endroit où elle travailla pendant treize ans et où elle rencontra son mari.

## Palmarès
Le tableau présente les résultats les plus significatifs (podium) obtenus sur le circuit international de triathlon depuis 1994,.
| Année | Compétition                               | Pays       | Position | Temps           |
| ----- | ----------------------------------------- | ---------- | -------- | --------------- |
| 1999  | Championnat du monde                      | Canada     |          | 1 h 56 min 0 s  |
| 1999  | Championnats du monde de duathlon         | États-Unis |          | Timing          |
| 1999  | Coupe du monde - Classement Général       |            |          |                 |
| 1999  | Coupe du monde - l'étape de Corner Brook  | Canada     |          | 2 h 9 min 46 s  |
| 1999  | Coupe du monde - l'étape de Cancún        | Mexique    |          | 1 h 57 min 44 s |
| 1999  | Laguna Phuket Triathlon                   | Thaïlande  |          | 2 h 42 min 36 s |
| 1999  | Championnat d'Océanie                     | Australie  |          | 2 h 5 min 2 s   |
| 1998  | Coupe du monde - l'étape de Ishigaki      | Japon      |          | 2 h 5 min 5 s   |
| 1998  | Coupe du monde - l'étape de Sydney        | Australie  |          | 2 h 2 min 32 s  |
| 1998  | Coupe du monde - l'étape de Zurich        | Suisse     |          | 1 h 54 min 18 s |
| 1998  | Laguna Phuket Triathlon                   | Thaïlande  |          | 2 h 47 min 52 s |
| 1997  | Championnat du monde                      | Australie  |          | 1 h 59 min 36 s |
| 1997  | Coupe du monde - l'étape de Ishigaki      | Japon      |          | 2 h 4 min 12 s  |
| 1997  | Laguna Phuket Triathlon                   | Thaïlande  |          | 2 h 42 min 57 s |
| 1996  | Championnat du monde                      | Australie  |          | 1 h 50 min 51 s |
| 1996  | Championnats du monde de duathlon         | Italie     |          | Timing          |
| 1996  | Coupe du monde - Classement Général       |            |          |                 |
| 1996  | Coupe du monde - l'étape de Ishigaki      | Japon      |          | 2 h 3 min 39 s  |
| 1996  | Coupe du monde - l'étape de Sydney        | Australie  |          | 2 h 0 min 21 s  |
| 1996  | Coupe du monde - l'étape de Drummondville | Canada     |          | 1 h 59 min 28 s |
| 1996  | Coupe du monde - l'étape de Noosa         | Australie  |          | 2 h 0 min 20 s  |
| 1995  | Championnat du monde                      | Mexique    |          | 2 h 5 min 22 s  |
| 1994  | Championnats du monde de duathlon         | Australie  |          | Timing          |